# Silvius Wodarz
Silvius Wodarz (* 14. Dezember 1930 in Ratibor, Provinz Oberschlesien; † 29. Dezember 2018, Marktredwitz, Oberfranken) war ein deutscher Forstbeamter sowie Umwelt- und Naturschützer. Bundesweit bekannt machte ihn in forstlichen Fachkreisen seine Arbeit im Kuratorium für Waldarbeit und Forsttechnik (KWF). Sein Name ist eng mit einer ganzen Reihe von Modernisierungen der Forstwirt-Ausbildung verknüpft. Breiten Kreisen ist er jedoch vor allem als Initiator und Vorsitzender des Vereins und Kuratoriums „Baum des Jahres“ ein Begriff.

## Leben

### Jugend und Ausbildung
Der gebürtige Oberschlesier Silvius Wodarz wuchs zunächst auf dem landwirtschaftlichen Betrieb seiner Eltern auf. Mit Ende des Zweiten Weltkriegs kam er als Heimatvertriebener nach Schleswig-Holstein, wo er 1953 am Freiherr-vom-Stein-Gymnasium in Oldenburg in Holstein sein Abitur ablegte. Anschließend studierte er Forstwissenschaften an der Forstlichen Fakultät der Georg-August-Universität Göttingen in Hann. Münden. 1969 wurde er dort mit der Dissertation Ertragskundliche Untersuchungen über den Buchen-Unterstand unter Eiche, Kiefer und Lärche zum Dr. forest. promoviert. Seit seiner Studienzeit war Wodarz Mitglied der Forstakademischen Gesellschaft Freia.

### Einsatz für die forstliche Ausbildung
Ab 1958 war Wodarz in der schleswig-holsteinischen Landesforstverwaltung tätig und leitete von 1966 bis 1995 die Lehranstalt für Forstwirtschaft der Landwirtschaftskammer Schleswig-Holstein in Bad Segeberg, zuletzt als Forstdirektor.
Als Leiter der Lehranstalt in Bad Segeberg war Silvius Wodarz auch Mitglied im Arbeitsausschuss „Waldarbeitsschulen“ des Kuratoriums für Waldarbeit und Forsttechnik (KWF). 1974 wurde er zum Vorsitzenden des Ausschusses gewählt, ein Amt von bundesweiter Bedeutung, das er bis 1993 innehatte. Er erreichte, dass sich die deutschen Waldarbeitsschulen auf eine gemeinsame Linie – besonders auch gegenüber der Politik – einigten. Maßgeblich dank seines Einsatzes kam es zu entscheidenden Weichenstellungen für eine moderne Berufsausbildung für Forstwirte. So wirkte er an der Verordnung über die Ausbildung zum Forstwirt vom 27. Februar 1974 ebenso mit wie an der FOMA und dem Lehrbuch Der Forstwirt, deren erste zwei Auflagen er als Herausgeber für den Ausschuss „Waldarbeitsschulen“ betreute. Außerdem war er an Schriften zur Waldarbeit des Auswertungs- und Informationsdienstes für Ernährung, Landwirtschaft und Forsten (AID) e.V. beteiligt.
Wodarz’ Anregung, dass sich Forstwirt-Auszubildende am Berufswettbewerb der deutschen Landjugend beteiligen, führte schließlich zur Gründung des Vereins Waldarbeitsmeisterschaften e. V., dessen Vorsitz der Forstdirektor auch übernahm. Öffentlichkeitswirksamer Höhepunkt dieser Aktivitäten war nach der 1. Deutschen Meisterschaft 1995 in Gehren (Thüringen) die erste Weltmeisterschaft der Waldarbeit im Mai 1996 während der 12. KWF-Tagung in Oberhof. Als weitere Folge wurde im Jahr 2004 der Weltverband International Association Logging Championships (IALC) gegründet, wiederum mit Wodarz als Präsidenten.
Weiter hatte Wodarz lange Jahre den Vorsitz des Arbeitskreises der zuständigen Stellen für die Berufsbildung – Fachbereich Forstwirtschaft – inne, bildete Arbeitslehrer in Berufs- und Arbeitspädagogik fort und prüfte sie, leitete Seminare für Arbeitslehrer und Ausbilder. Eine große Herausforderung bedeutete für ihn dann noch einmal im Zuge der Wende die Zusammenführung der west- und ostdeutschen Waldarbeitsschulen. Außerdem war es ihm gelungen, auch ausländische Partner in die Arbeit des KWF-Ausschusses einzubinden und manche Verbesserung zur Arbeitssicherheit voranzubringen.
Das Kuratorium für Waldarbeit und Forsttechnik ehrte Silvius Wodarz während der Jahrestagung des KWF-Ausschusses „Waldarbeitsschulen“ am 12. Oktober 1999 in Bernau mit der KWF-Medaille für seine Verdienste um die Aus- und Fortbildung der Forstwirte sowie die Arbeit des Ausschusses, dessen Ehrenvorsitzender er ist.

### Anwalt des Waldes und der Umwelt

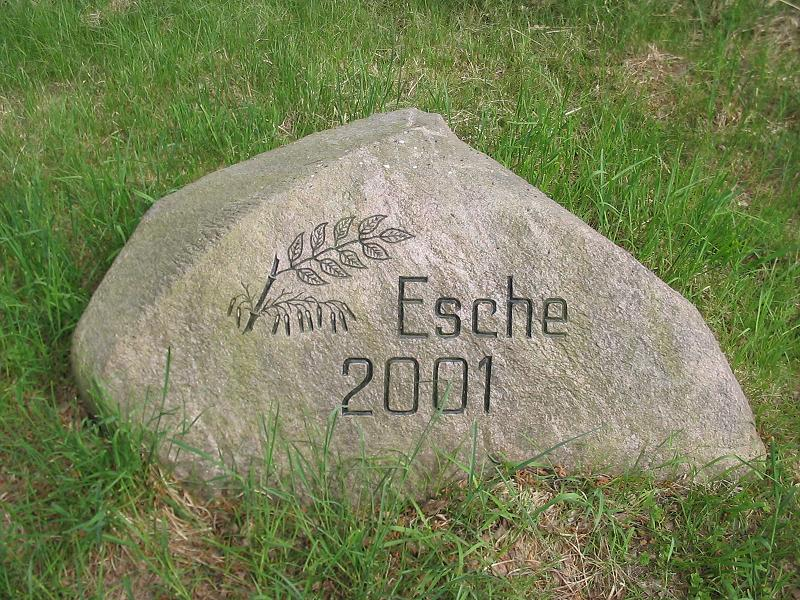
Dieser Findling in Bad Belzig erinnert an die Wahl der Esche zum „Baum des Jahres 2001“.

Ähnlich ideenreich und öffentlichkeitswirksam wie bei forstlichen Ausbildungsfragen ging Silvius Wodarz als Umwelt- und Naturschützer vor. Er gründete 1972 den Umweltschutzverein Wahlstedt in Schleswig-Holstein und übernahm dessen Vorsitz. Unter dem Eindruck der Debatte um das so genannte „Waldsterben“ in den 1980er-Jahren und angeregt durch Vorbildaktionen wie die Wahl eines „Vogels des Jahres“ kam er auf die Idee, analog dazu jedes Jahr auch eine Baumart besonders herauszustellen. Beginnend mit der Stieleiche hat der Verein ab 1989 jeweils einen „Baum des Jahres“ ausgerufen. Der Umweltschutzverein Wahlstedt wurde in der Folge zum Verein Baum des Jahres e. V. umbenannt, und Wodarz rief im Jahr 1991 das „Kuratorium Baum des Jahres (KBJ)“ als Fachbeirat des Vereins ins Leben. Dieses mit Persönlichkeiten und Organisationen aus einem breiten gesellschaftlichen Spektrum besetzte Gremium bestimmt seither jedes Jahr im Oktober den Baum des Jahres für das darauf folgende Jahr. Wodarz führte dabei sowohl im Verein, als auch im Kuratorium den Vorsitz. Die „Baum des Jahres“-Aktionen erfuhren von Anfang an bundesweit ein großes Echo in den Massenmedien und der Öffentlichkeit.
Wodarz hat seine Arbeit als Anwalt der Bäume, des Waldes und der Umwelt seither kontinuierlich ausgebaut. So war er Ideengeber und Motor des Projektes „Bäume des Friedens“ bei der „Grenzenlosen Gartenschau Cheb und Marktredwitz“ im Jahr 2006. Im Zuge der Gartenschau wurden dabei alle „Bäume des Jahres“ seit 1989 gepflanzt und in Cheb 16 Kugeleschen und zusammen mit einem Gedenkstein eine Grünanlage unterhalb der Burganlagen entlang des Egerufers geschaffen. Die Finanzierung gelang durch die Rotary-Clubs Fichtelgebirge – dessen Vorstand Wodarz angehörte – und Cheb sowie dem Kuratorium „Baum des Jahres“.
Auch das Aufstellen eines Gedenksteines für die Opfer von Lidice (Tschechien) am Rande eines von ihm initiierten Haines geht auf seine Initiative zurück.
Außerdem rief er im Jahr 2008 die Stiftung „Dr. Silvius Wodarz Stiftung Menschen für Bäume“, seit 2010 „Dr. Silvius Wodarz Stiftung Baum des Jahres“ ins Leben. Zusammen mit dem Verein Baum des Jahres e.V. soll sie die Arbeit für den Baum des Jahres sowie für Bäume in Parks, in der Landschaft und im Wald auf der Basis „Menschen für Bäume“ fortsetzen und intensivieren.
Mit seiner beharrlichen Arbeit unter seinem Motto „Man muss Bäume nicht neu erfinden, man muss sie nur neu entdecken!“ erreichte er, dass sich die Menschen in Deutschland mehr für Bäume interessieren und auch stärker für deren Belange sensibilisiert sind. Forstleute regte er dazu an, selten gewordenen Baumarten wie dem Speierling wieder stärkere Aufmerksamkeit im Waldbau zu widmen. Nicht zuletzt profitierten auch ähnlich gelagerte Bestrebungen von Forstwissenschaftlern wie Wedig Kausch-Blecken von Schmeling oder Hans Joachim Fröhlich von den „Baum des Jahres“-Aktionen.
CambiaRare, ein gemeinnütziger Verein für den Schutz und die Förderung seltener Bäume, verlieh Wodarz am 18. Oktober 2007 im Berliner Zoologischen Garten den „Goldenen Eibenzweig“. Der Preis soll „besonders herausragende Bemühungen eines Menschen um Bäume“ würdigen.
Silvius Wodarz lebte in Marktredwitz und starb Ende Dezember 2018.

## Ehrungen
- 24. März 2011 Verdienstkreuz am Bande des Verdienstordens der Bundesrepublik Deutschland.[6]

## Zitat
„Wir wollen Menschen an Bäume heranführen und Sensibilität für dieses lebendige Naturgut schaffen. In die Herzen großer und kleiner Menschen pflanzen wir Bäume, um gedankliche Veränderungen anzustoßen.“

## Schriften
- Ertragskundliche Untersuchungen über den Buchen-Unterstand unter Eiche, Kiefer und Lärche, Dissertationsschrift, Göttingen 1969
- zusammen mit Werner Wickord: Wie man Spielgeräte aus Holz baut, München u. a. ca. 1974
- als Mitherausgeber: Der Forstwirt. Unterlagen zur beruflichen Bildung, 2. Auflage, Bad Segeberg 1980
- zusammen mit Ute Fenkner-Gies: Berufsausbildung zum Forstwirt, Aid Nr. 1027, Bonn 1989 (Neuauflage 1994)
- als Mitverfasser: Die Motorsäge. Einsatz und Wartung, Aid Nr. 1430, Bonn 2008 (ISBN 978-3-8308-0730-8 oder ISBN 3-8308-0730-9)